# Daewoo Damas
Der Daewoo Damas war ein Kleintransporter, den Daewoo Motors von 1991 bis 2011 und GM Korea von 2011 bis 2013 in Südkorea sowie UzDaewoo in Usbekistan von 1996 bis 2013 produzierten. Bei der Baureihe handelte es sich um ein Badge-Engineering-Modell des Suzuki Carry der neunten Generation. Die Kleinbus- und Kastenwagen-Versionen wurden als Daewoo Damas vermarktet und der Pritschenwagen als Daewoo Labo. In einigen Exportmärkten wurde der Daewoo Damas auch als Daewoo Attivo angeboten. Nach der Übernahme von Daewoo durch General Motors produzierte Daewoo nun die baugleichen Modelle Chevrolet CMV (Kleinbus und Kastenwagen) und Chevrolet CMP (Pickup) für einige Märkte wie Zentralamerika und dem Nahen Osten. Zuvor hatte Suzuki diese Modelle für GM bei seinem Tochterunternehmen Maruti produziert. GM Daewoo Vidamco aus Vietnam montierte den Damas ab 1996 für einige Jahre in CKD-Bauweise für den heimischen Markt.
Gegenüber den (Super) Carry-Modellen, wie sie einst in Japan gebaut wurden, verfügten der Damas und der Labo über den Suzuki F8A-797-cm³-SOHC-Vierzylinder-Benzinmotor mit einer obenliegenden Nockenwelle, wie er auch bei der Exportversion des Carry in Europa, dem Suzuki Super Carry, verbaut wurde. Ein 5-Gang-Schaltgetriebe übertrug die Kraft. Neben einer Servolenkung war auch eine Klimaanlage optional erhältlich. Der Damas war als 5- oder 7-Sitzer-Minibus oder 2-Sitzer Kastenwagen und Pickup erhältlich. Eine Hochdachvariante war optional erhältlich. Das Leergewicht wird mit 750–810 kg angegeben.
Die Damas-Modelle erhielten 2010 ein Facelift mit veränderter Front und verändertem Innenraum, der Motor blieb jedoch derselbe. Für Südkorea war ab dann auch eine LPG-Variante erhältlich.

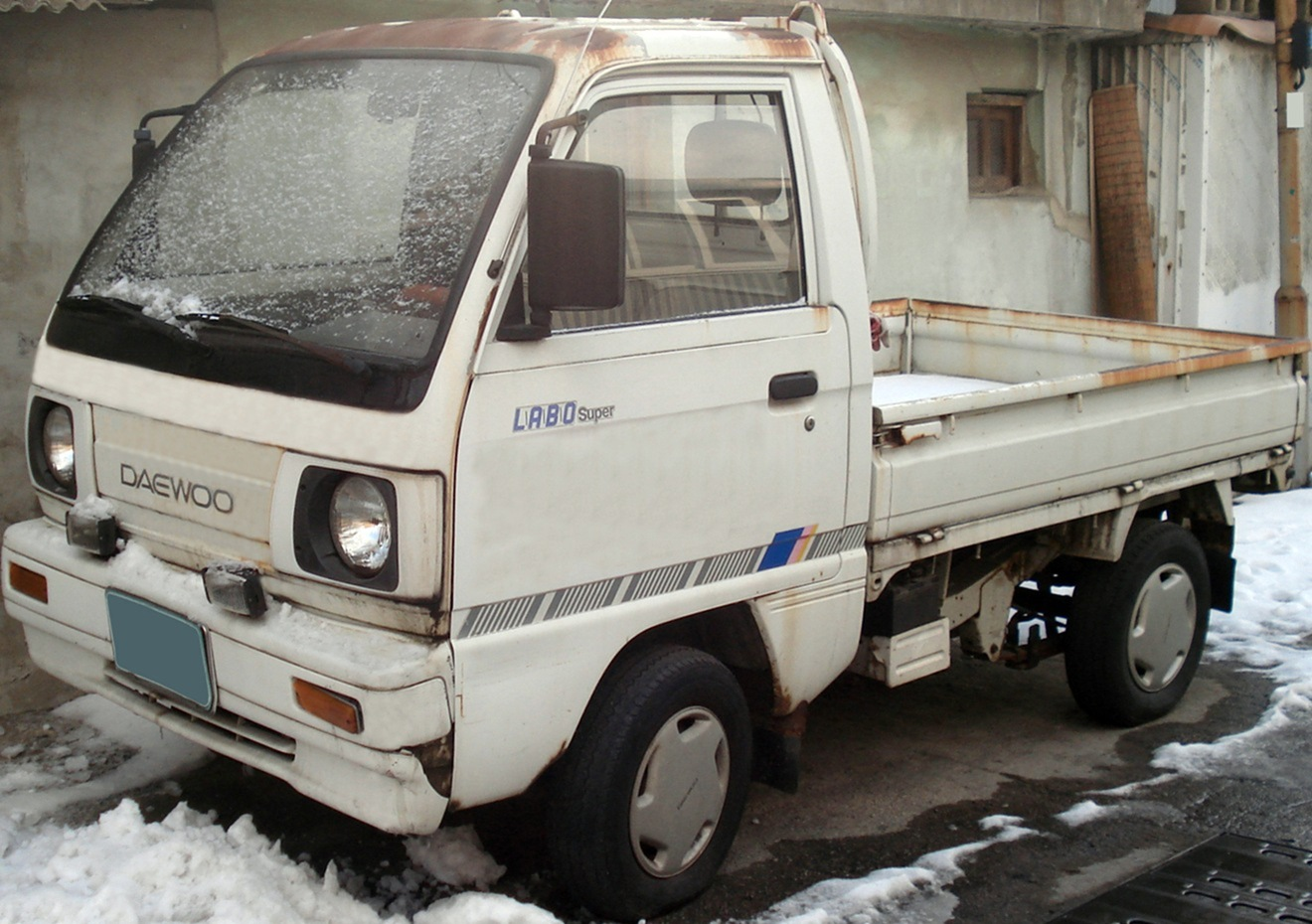
Daewoo Labo 1991–2013
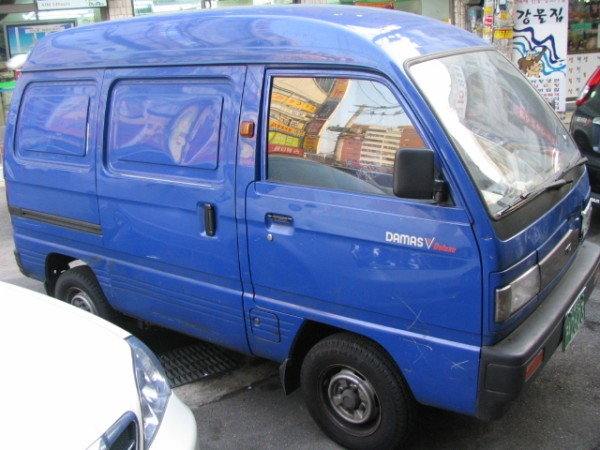
Daewoo Damas 1991–2010
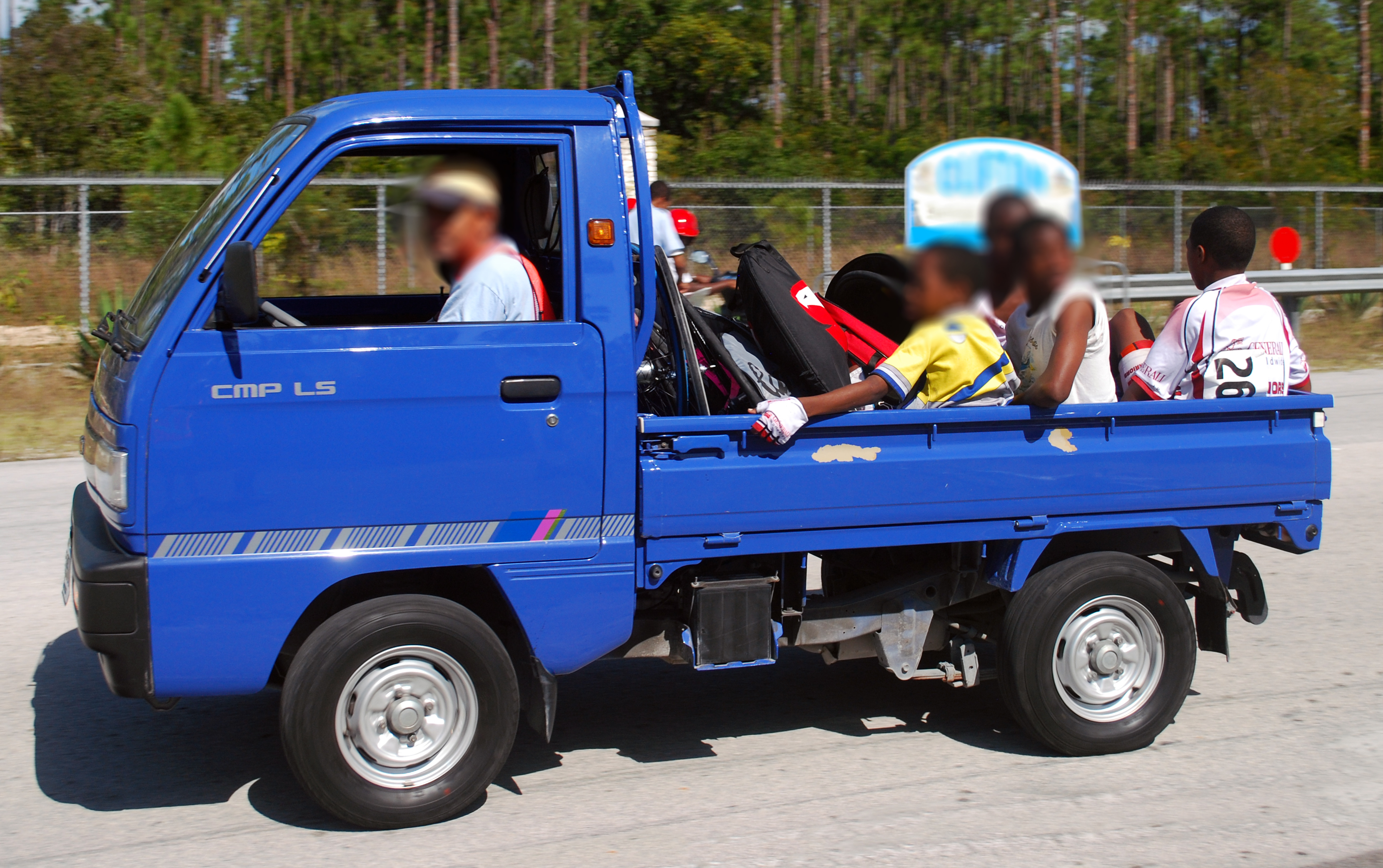
Chevrolet CMP